# Rufius Achilius Sividius

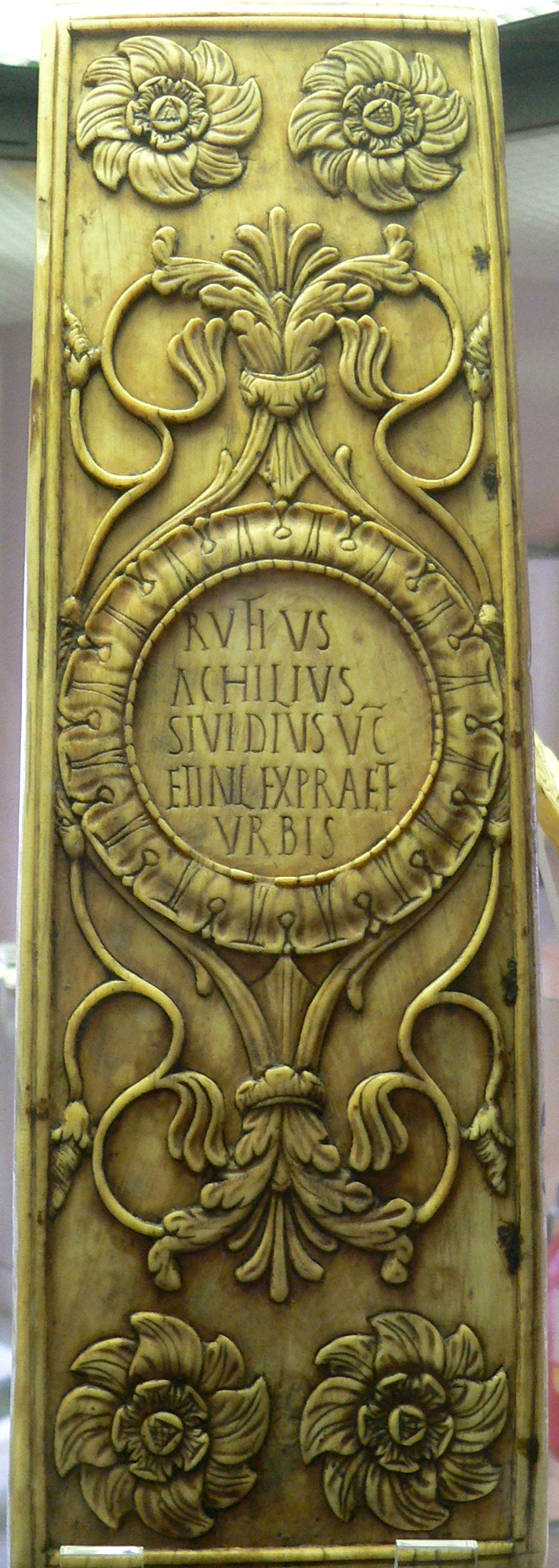
Konsulardiptychon des Sividius

Rufius Achilius Sividius (auch Sifidius) war ein spätantiker Politiker in der zweiten Hälfte des 5. Jahrhunderts.
Sividius trug die Ehrentitel vir clarissimus, vir illustris und Patricius. Eine Inschrift an seinem Sitz im Kolosseum bezeichnet ihn als Quästor, vermutlich als Quaestor sacri palatii, wahrscheinlich vor dem Jahr 483. Seine weitere Laufbahn ist in seinem Konsulardiptychon überliefert. Zweimal bekleidete er das Amt des Stadtpräfekten von Rom: Die erste Amtszeit lässt sich nicht genau datieren, die zweite fiel vermutlich mit seinem Konsulat im Jahr 488 zusammen, das er gemeinsam mit Claudius Iulius Ecclesius Dynamius ausübte.